# 短身管竺鯛
短身管竺鯛（學名：Siphamia brevilux），又稱短身管天竺鯛，為輻鰭魚綱鈎頭魚目天竺鯛科管竺鯛屬下的一個種，分布於西太平洋巴布亞紐幾內亞馬當省納加達港海域，深度可達31公尺，本魚體橢圓，體稍側扁，頭大、眼大、口大且斜裂，頜齒細小，鋤骨和腭骨通常具齒，舌上無齒，前鰓蓋骨邊緣具鋸齒，體被弱櫛鱗，舌頭兩側具有發光器，體色紅棕色帶有金屬光澤，背鰭2個，尾鰭叉形，背鰭硬棘8枚、背鰭軟條9枚、臀鰭硬棘2枚、臀鰭軟條8枚，體長可達2.2公分，棲息沿海潟湖，成群躲在海膽刺中，屬肉食性，繁殖期時，雄魚具有口孵習性，卵約7日化成仔魚，由雄魚吐出，具短暫的仔魚飄浮期，生活習性不明。